# Vanderbuyst
Vanderbuyst war eine niederländische Heavy-Metal- und Hard-Rock-Band. Sie wurde im Jahr 2008 von Willem Verbuyst gegründet. Verbuyst war zuvor Mitglied der Heavy-Metal-Band Powervice, die sich bereits nach einer Demoaufnahme aufgelöst hatte.

## Geschichte
Die Band veröffentlichte im Jahr ihrer Gründung eine selbstbetitelte Demoaufnahme mit drei Liedern. Diese führte zu einem Plattenvertrag mit dem deutschen Label Ván Records. Dort erschien 2010 das Debütalbum Vanderbuyst, welches auch eine live im Tonstudio aufgenommene Coverversion des UFO-Liedes Rock Bottom enthält. Das zweite Album In Dutch erschien im darauffolgenden Jahr. Im November 2011 war Vanderbuyst Vorgruppe bei drei Spanien-Konzerten der Band Saxon und tourte im Januar 2012 zusammen mit den Bands Grand Magus, Bullet, Steelwing und Skull Fist durch Europa. Ebenfalls im Jahr 2012 erschien das nächste Album Flying Dutchmen.
Im Juni 2013 spielte die Band drei Konzerte in Peking (China), unter anderem auf dem Hanggai Festival. 
2014 erschienen die Single Shakira / Little Sister und das letzte Album der Band At The Crack Of Dawn.
Am 22. Dezember 2014 gab die Band bekannt, sich nach einigen Konzerten und Festival-Auftritten im Jahr 2015 aufzulösen.

## Diskografie

### Alben
- 2010: Vanderbuyst (Ván Records)
- 2011: In Dutch (Ván Records)
- 2012: Flying Dutchmen (Ván Records)
- 2014: At The Crack Of Dawn (Ván Records)

### Singles / EPs
- 2008: Vanderbuyst (Eigenveröffentlichung)
- 2012 + 2013: Early Assaults (12"-EP / Ván Records)
- 2014: Little Sister/Shakira (7"-Single / Ván Records)

## Stil
Die Band spielte traditionellen Heavy Metal mit Einflüssen aus dem Hard Rock. Verglichen wurde Vanderbuyst mit UFO, der Michael Schenker Group, Rainbow, Alcatrazz, Thin Lizzy und Praying Mantis. Das Gitarrenspiel von Willem Verbuyst erinnert an jenes von Gary Moore und Michael Schenker.